# Mancomunidad Lancia y Sobarriba
La Mancomunidad Lancia y Sobarriba es una agrupación voluntaria de municipios para la gestión en común de determinados servicios de competencia municipal, creada por varios municipios en la provincia de León, de la comunidad autónoma de Castilla y León, España.

## Municipios integrados
La Mancomunidad Lancia y Sobarriba está formada por los siguientes municipios:
- Valdefresno
- Villasabariego
- Villaturiel

## Sede
Sus órganos de Gobierno y Administración tendrán su sede en el barrio de Puente Villarente.

## Fines
- Recogida de basura.
- Abastecimiento de agua potable domiciliaria en el barrio o núcleo de Puente Villarente.
- Alcantarillado o evacuación y depuración o tratamiento de aguas residuales en el barrio de Puente Villarente, y en las localidades de Arcahueja, Sanfelismo, Valdelafuente, Corbillos, el núcleo de Villa-Toldanos así como las localidades y urbanizaciones que se conecten al colector de la Mancomunidad.[3]

## Estructura orgánica
El gobierno, administración y representación de la Mancomunidad corresponden a los siguientes órganos:
- Asamblea de Concejales
- Consejo Directivo
- Presidente
- Vicepresidente